# Діагональний удар ногою

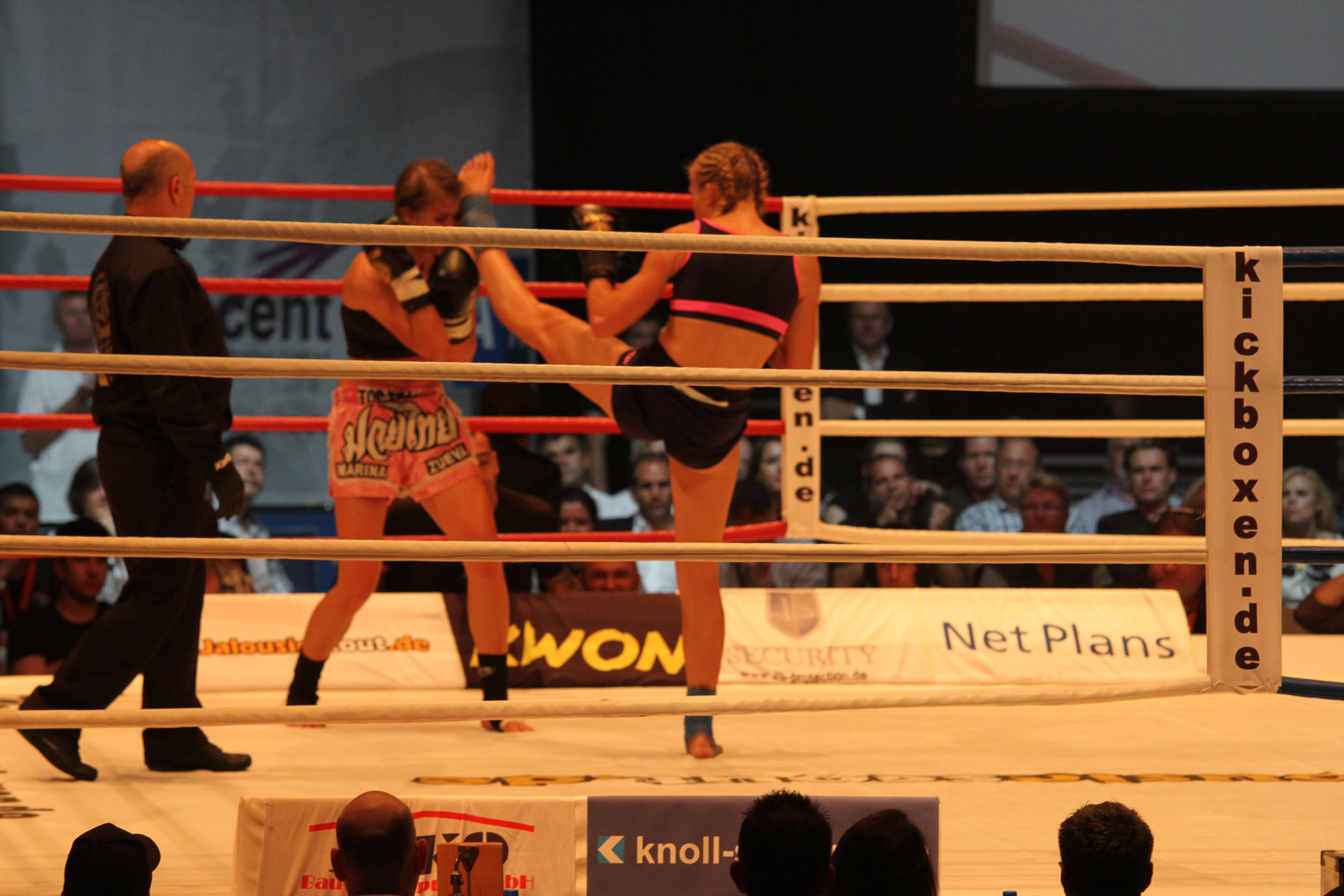
Діагональний удар в бою.

Діагональний удар ногою — це такий удар ногою, що має діагональну траєкторію виконання. Удар належить до спеціальних елементів ударної техніки таких бойових мистецтв, як карате, кікбоксинг, тхеквондо, муай-тай тощо. 
Удар виконується різнойменною ногою (з лівобічної стійки — правою, з правобічної — лівою). Техніка виконання: вага тіла переноситься на передню, опорну ногу, в той час як друга нога виконує замах по діагоналі дещо вбік і дещо вище від цілі; в момент досягнення найвищої точки руху нога різко опускається в ціль. Рух нагадує рубання, звідси розповсюджена назва удару — рубаючий. Такий удар ногою наноситися п'ятою або тильним боком гомілки і виконується виключно як хай-кік (тобто удар направлений в голову, шию або плечовий пояс).

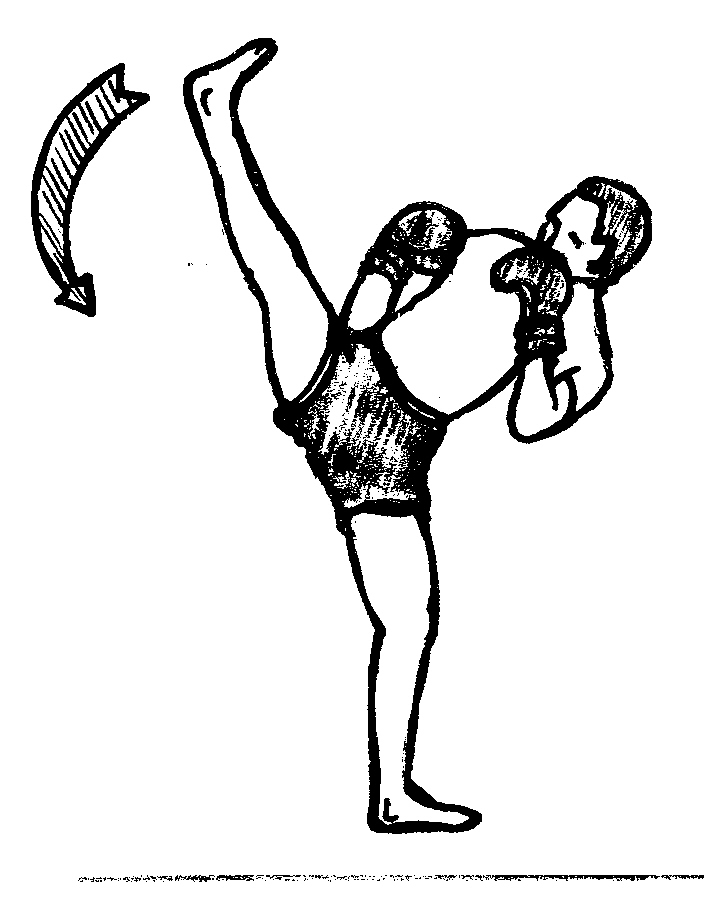
Діагональний удар
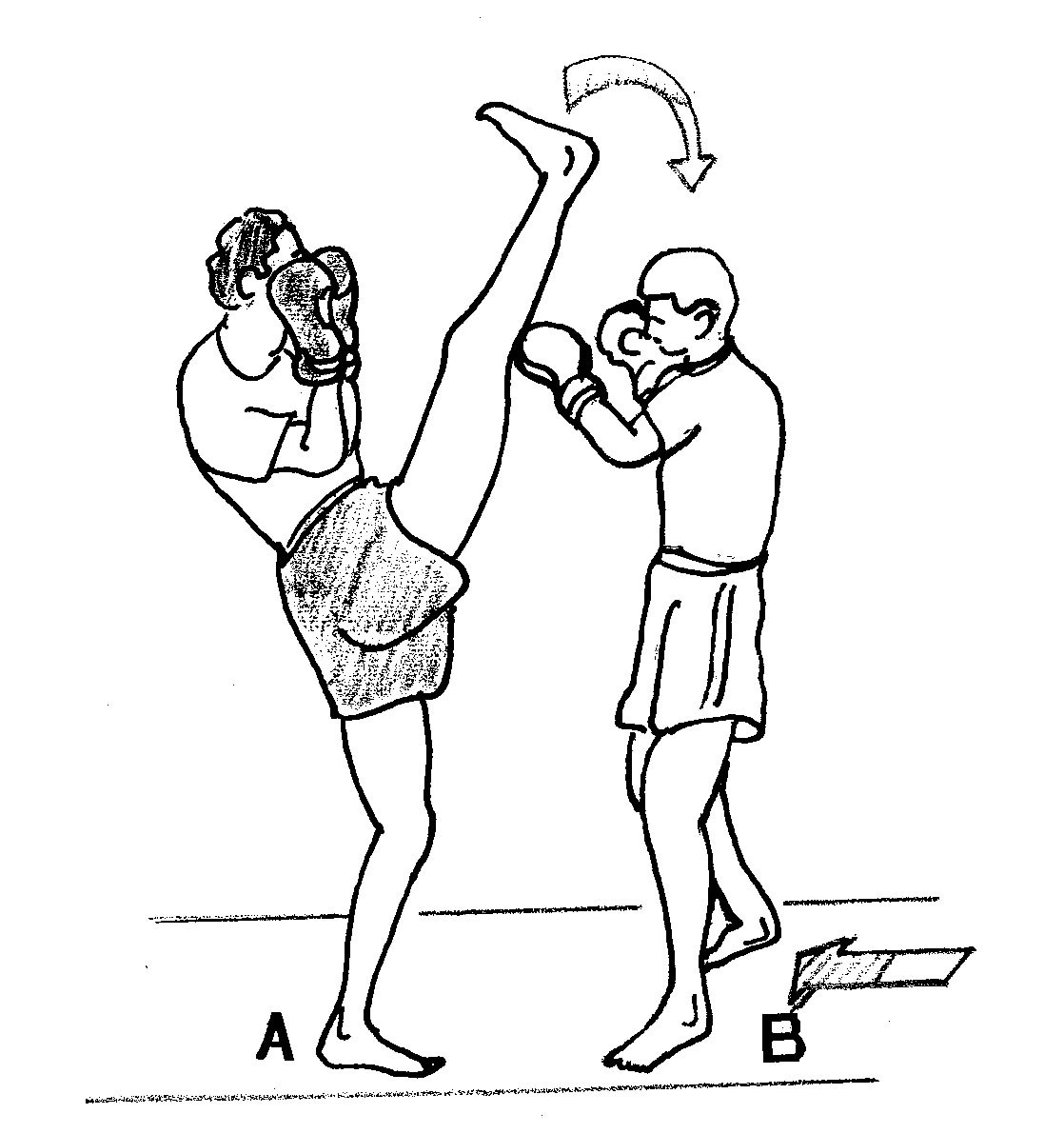
Вища точка замаху
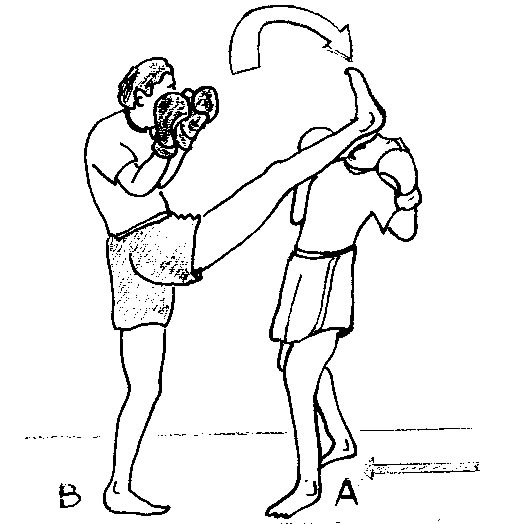
Ураження цілі
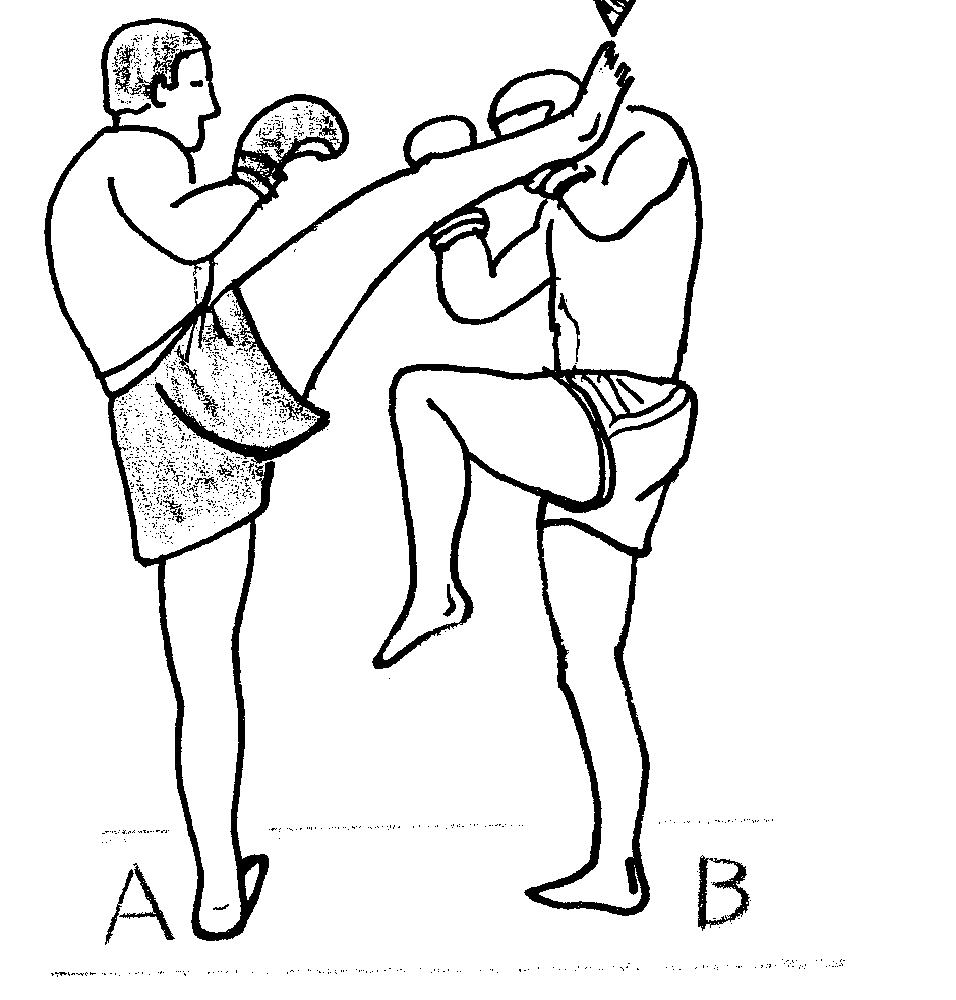
Блокування удару

Поширені назви удару:
- в кікбоксингу — екс кік (англ. axe kick);
- в карате — какато ґері (яп. 踵蹴り);
- в тхеквондо — нерьо чаґі (кор. 내려 차기).
- в муай-тай — тех хао (тай. เตะเข่า);